# オキサムニキン
オキサムニキン(Oxamniquine)は商標名のバンシル(Vansil)で販売されているマンソン住血吸虫による住血吸虫症の治療に用いられる医薬品である。しかし、オキサムニキンよりプラジカンテルの方が優先的に治療に用いられる。
よく診られる副作用は眠気、頭痛、吐き気、下痢、赤色の尿があげられる。一般的に妊娠中の服用は勧められない。 発作を引き起こすことがあるため、てんかん患者には注意が必要である。オキサムニキンの作用は寄生虫を麻痺させることで駆虫効果がある。オキサムニキンは駆虫薬に分類される医薬品である。
オキサムニキンが最初に医薬品として用いられたのは1972年である。世界保健機関の必須医薬品リストに掲載されており、最も効果的で安全な医療制度に必要とされる医薬品である。アメリカでは一般販売されていない。プラジカンテルより値段が高い。